# Водоспад Лорел
Лорел (англ. Laurel Falls) — водоспад у гірській системі Аппалачі штату Теннесі США.

## Опис
Водоспад Лорел отримав назву від вічнозеленого чагарника, якій розквітає біля водоспаду в травні.